# Todiramphus enigma
El alción de las Talaud (Todiramphus enigma) es una especie de ave coraciforme de la familia Halcyonidae endémica de las islas Talaud, en el este de Indonesia. Sus hábitats naturales son las selvas y lor ríos.